# Eliniko (stacja metra)
Eliniko (gr: Ελληνικό) – stacja metra ateńskiego, na linii 2 (czerwonej), będąca jej południowym krańcem. Została otwarta 26 lipca 2013. Nazwa stacji pochodzi od gminy Eliniko, na której terenie się znajduje. Położona jest w pobliżu starego portu lotniczego Ellinikon.